# ساوت ساید (شیکاگو)
ساوت ساید یکی از سه بخش اصلی شهر شیکاگو، ایلینوی است. از نظر جغرافیایی، بزرگترین بخش از سه بخش در این شهر است که دو بخش دیگر آن نورث ساید و وست ساید است و در جنوب منطقه مرکز شهر، شیکاگو لوپ قرار دارد.
قسمت اعظم ساوت ساید از الحاق شهرک‌هایی مانند هاید پارک به شهر افزوده شده است. بخش‌های شهر شیکاگو در طول تاریخ توسط رود شیکاگو و شاخه‌های آن تقسیم‌بندی شده است. ساوت ساید شیکاگو در ابتدا به عنوان تمام شهر در جنوب شاخه اصلی رود شیکاگو تعریف می‌شد،  اما اکنون لوپ را جدا می‌کند. ساوت ساید دارای ترکیب قومی متنوع و تنوع زیادی از سطوح درآمد و سایر معیارهای جمعیتی است. این شهر به جرم و جنایت شهرت دارد، اگرچه بیشتر جنایات در محله‌های خاصی وجود دارد، نه در خود ساوت‌ساید،  و ساکنان از طبقه مرفه تا طبقه متوسط تا فقیر هستند. محله‌های ساوت ساید مانند آرمور اسکوئر ، پشت یاردز ، بریجپورت ، و پولمن میزبان ساکنان کارگر یقه‌آبی و طبقه متوسط هستند، در حالی که ساکنان هایدپارک، منطقه جکسون پارک هایلندز، کنوود، بورلی، ماونت گرینوود، و غرب مورگان پارک در محدوده‌های مختلف از طبقه متوسط تا ساکنان مرفه تر قرار دارند.
ساوت ساید دارای مجموعه وسیعی از پیشنهادات فرهنگی و اجتماعی است، مانند تیم های ورزشی حرفه‌ای، ساختمان‌های شاخص، موزه‌ها، موسسات آموزشی، موسسات پزشکی، سواحل و بخش های عمده سیستم پارک های شیکاگو. ساوت ساید دارای مسیرهای اتوبوس متعدد و خطوط متروی شیکاگو از طریق اداره حمل و نقل شیکاگو است، میزبان فرودگاه بین‌المللی میدوی است و شامل چندین خط رفت‌وآمد ریلی مترا است. بخش‌هایی از سیستم بزرگراه بین ایالتی ایالات متحده و همچنین بزرگراه های ملی مانند جاده لیک‌شور وجود دارد.

### محله‌ها
از ۷۷ منطقه اجتماعی در شهر، ساوت ساید شیکاگو در مجموع شامل ۴۲ محله است که برخی از آنها به مناطق مختلف منطقه تقسیم شده یا به عنوان بخشی از الحاق شهرستان‌های مختلف در شهرستان کوک در شیکاگو ادغام شده‌اند.

#### سمت جنوب
- میدان آرمور
- بریجپورت
- داگلاس
- انگلوود (نیمی از انگلوود در سمت چپ آن به سمت جنوب غربی شیکاگو متصل است)
- فولرپارک
- گرند بولوار
- تقاطع گریت‌گرند
- هایدپارک
- کنوود
- اوکلند
- ساوت‌شور
- واشنگتن پارک
- وودلاون

#### سمت جنوب غربی
- ارتفاعات آرچر
- برایتن پارک
- شیکاگو لون
- کلیرنیگ
- گیج‌پارک
- گارفیلد ریج
- پارک مک کینلی
- نیوسیتی
- غرب السدون
- وست انگلوود
- چمن غربی

#### سمت جنوب غربی دور
- اشبرن
- آبرن گرشام
- بورلی
- مورگان پارک
- ماونت گرینوود
- واشنگتن هایتس

#### سمت جنوب شرقی دور
- پارک آوالن
- برن‌ساید
- ارتفاعات کالومت
- چتهم
- ایست ساید
- هگیویچ
- پولمن
- ریوردل
- روزلند
- شیکاگوی جنوبی
- دیرینگ جنوبی
- وست پولمن

## همچنین ببینید
- ساوت ساید ایرلندی
- یارد سهام اتحادیه

## مراجع و مطالعه بیشتر
- باچین، رابین اف. ساخت ضلع جنوبی: فضای شهری و فرهنگ مدنی در شیکاگو، 1890-1919 ( انتشارات دانشگاه شیکاگو ، 2020).
- کارول، کریستوفر آر. «کاتولیک (ها) در جنوب شیکاگو: نژاد، قومیت و مذهب در میان نسل اولیه آمریکایی‌های ایرلندی و مکزیکی» (دانشگاه نورث وسترن، 2018) به صورت آنلاین .
- کندی، بریجت هولیهان. رژه ایرلندی در سمت جنوبی شیکاگو (انتشارات آرکادیا، 2010) آنلاین .
- مور، ناتالی یو. ضلع جنوبی: پرتره ای از شیکاگو و جداسازی آمریکایی (مک میلان، 2016) آنلاین .
- Pacyga، Dominic A. مهاجران لهستانی و صنعتی شیکاگو: کارگران در سمت جنوب، 1880-1922 (انتشارات دانشگاه شیکاگو، 2003).
- روتلا، کارلو . گزیده ای از جهان همیشه به پایان می رسد: با هم و جدایی در یک محله شیکاگو (2020)
  - بورلی، کریستوفر. «نویسنده‌ای به خانه در حال تغییر ساوث شور می‌آید تا ببیند طبقه متوسط در حال ناپدید شدن است» شیکاگو تریبون 9 مه 2019
  - رادکین، دنیس. "چرا سواحل جنوبی در برابر اصیل‌گرایی مقاومت می‌کند؟ کارلو روتلا نویسنده بوستونی کتاب جدیدی است که نژاد، طبقه و تاریخ را در محله کنار دریاچه شیکاگو که در آن بزرگ شده است، بررسی می‌کند." Crain's Chicago Business 26 ژوئن 2019
- اسمال، ماریو لوئیس. "آیا چیزی به نام "گتو" وجود دارد؟ خطرات این فرض که سمت جنوبی شیکاگو نماینده محله های فقیرنشین سیاهپوست است." شهر 11.3 (2007): 413–421.